# Причины победоносного использования оружия для атаки и обороны
«Причины победоносного использования оружия для атаки и обороны» (итал. Ragione di adoprar sicuramente l'arme si da offesa, come da difesa) — трактат о фехтовании, в оригинале написанный на древнеитальянском языке Джакомо ди Грасси  в 1570 году. Текст трактата был позже переведен на английский язык и опубликован в 1594 году, под названием «Di Grassi, His True Arte of Defence». Перевод трактата Джакомо Ди Грасси был одним из самых известных трех трудов в Англии времен Елизаветинской эпохи.

## Содержание
В трактате описаны принципы и способы работы с самыми популярными разновидностями оружия тех времен.  Джакомо ди Грасси изложил принципы управления оружием, доступные для понимания любому человеку, предполагая, что зная хотя бы некоторые из них, человек получит преимущество в поединке. В трактате изложено учение о возможных способах применения таких видов оружия, как меч, кинжал, каппа, брокеро, ротелла, алебарда, ронха, пика, вертел и др.

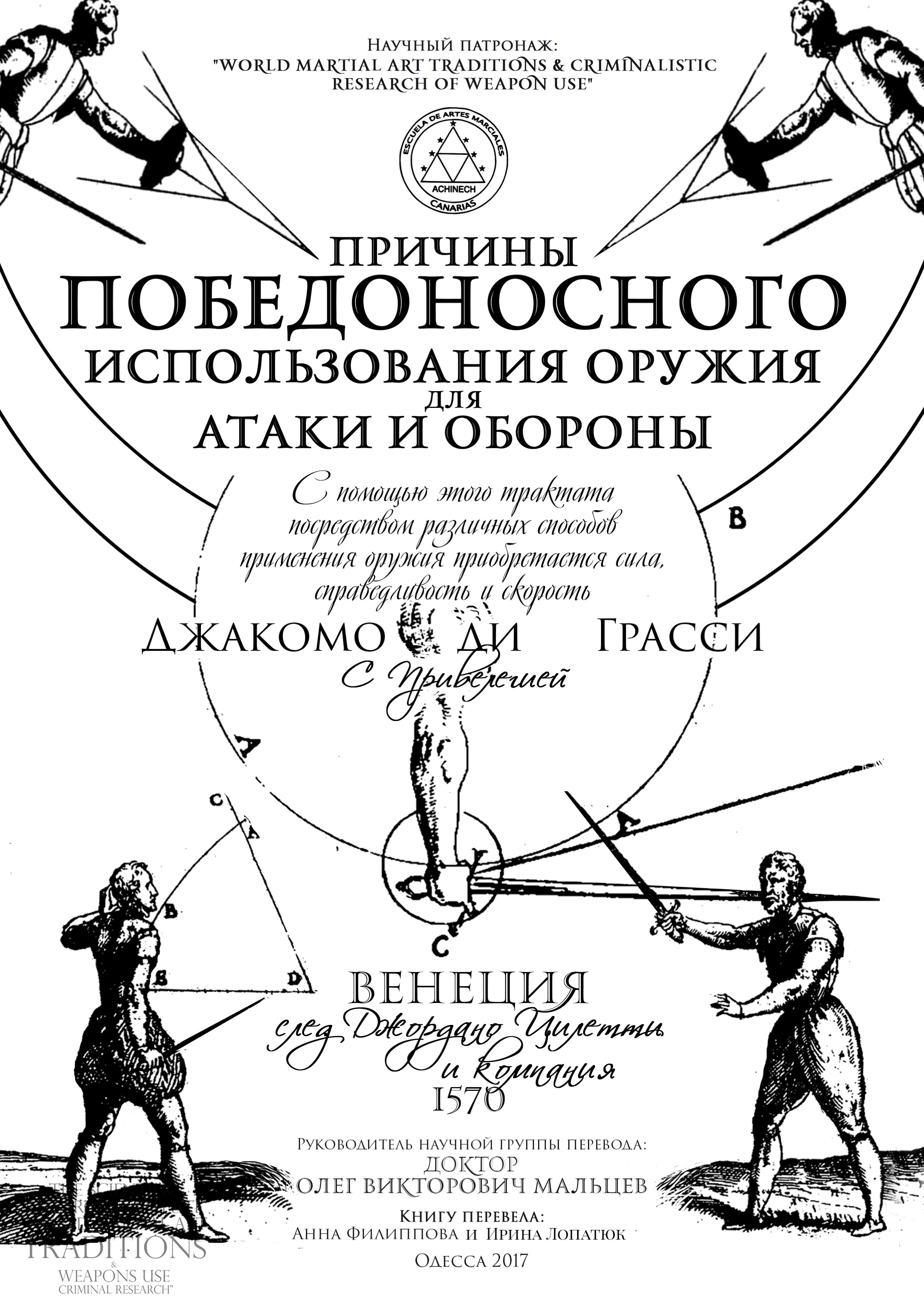
«Причины победоносного использования оружия для атаки и обороны» Джакомо ди Грасси

Джакомо ди Грасси описал следующие темы:
- Искусство применения меча.
- Разделение меча.
- Удары наконечником (колющие удары).
- Удобные положения рук и ног.
- Все боевые позиции.
- Способы нанесения удара, как лучше наносить удар.
- Способы защиты.
- Принципы, которых нужно придерживаться.
- Способы атаки и защиты в разных позициях.
- Защита от удара наконечником.
- Работа с мечом и кинжалом.
- Способ парирования удара кинжалом.
- Защита с мечом и кинжалом.
- Работа с мечом и капа.
- Способы использования капа.
- Предупреждения по защите от ударов с капа и предплечья.
- Способы ведения боя, атака и защита с мечом и брокеро.
- Способы ведения боя, атака и защита с мечом и таргой.

- Способы ведения боя, атака и защита с мечом и ротеллой.
- Способы ведения боя, атака и защита с двумя мечами.
- Способы управления и ведения боя, атака и защита со спадоне.
- Работа с таким оружием, как аста, ронха, копье пертесанонэ, алебарда и вертел.
- Способы ведения боя с алебардой.
- Работа с пикой.
- Смертельные удары с разным оружием.
- Основные рекомендации по защите.
- Рекомендации по защите от смертельного удара ротеллой.
- Упражнения только для приобретения силы.
- Упражнения для приобретения силы рук и плеч.

## Введение
Джакомо ди Грасси писал в тот период времени, когда был переход от тяжелых видов мечей на более легкие виды оружия, например, такие как рапира. Трактат содержит иллюстрированные позиции, определённый стиль расположения ног, фронтальная позиция, при которой ноги стоят близко друг к другу; это похоже на современную работу ног Кендо, несмотря на то, что это рассматривалось отдельными мыслителями 17 века, авторами книг следующего поколения.

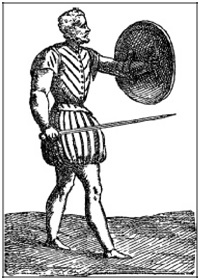
Меч и щит из трактата Джакомо ди Грасси

### Оружие одинаковой длины используются аналогичным образом
Мечи и копья, с которыми сражаются в ближнем бою, используются с теми же принципами. Они являлись на тот момент времени основным клинковым оружием, с рукоятками разной длины. Важно помнить при использовании, что могут использоваться в бою оружия разной длины. Было представлено три вида длины для каждого оружия, которые определяли, как это оружие будет храниться и использоваться, такие как: короткое, среднее и длинное оружие. Короче говоря, если имеем в виду одноручный меч, то его длина будет приблизительно соответствовать половине высоты фехтовальщика. К средней длине относился двуручный меч или короткое копье, оно было длиной высоты фехтовальщика. К длинному оружию относилось оружие значительно выше, чем фехтовальщик.

### Выпад предпочтительнее всех других атак
Для всех видов оружия, прямой выпад вперед с выполнением колющего удара — это самый быстрый способ атаки, требуется наименьшее количество времени для нанесения этого удара, и если наконечник оружия заострённый, то это обеспечивает самый простой способ ранить тело противника.

### Как его выполнить
Для того чтобы нанести выпад с ударом впереди, оружие должно быть направлено вперед, далее делается шаг вперед, выпад, прыжок, или человек начинает бежать, то есть при любой комбинации можно его осуществить.
Чтобы получить максимальный эффект, нужно не дать возможности противнику увернуться от этого удара. При выпаде задняя нога может смещаться вперед по диагонали так, чтобы она находилась на одной линии с передней ногой, и так же должен быть направлен наконечник оружия. Заключительный этап диагонали и выводит оружие прямо в тело противника.

## Идеальное движение
Следующие три действия можно практиковать, как упражнения с основными видами оружия, при этом необходимо обратить внимание на прилагаемую силу, проверить достаточно ли места для нанесения такого удара, спокойно проанализировать особенности выполнения движений с оружием или палками разной длины.

### Меч
Это оружие относится к короткому оружию (одноручный меч). Если фехтовальщик правша, то оружие он держит в правой руке, рука расположена с внешней стороны правого бедра, и оружие направлено приблизительно противнику в сердце или горло. Правая нога выставляется вперед. Эта позиция обеспечивает максимальную защиту, также обеспечивая при этом возможность выполнения максимального наступательного действия. Левая нога в атаке поднимается в соответствии с другой ногой и телом. Так как оружие бывает разное, основные технические принципы этого удара относятся как к короткому, так и к длинному оружию. Удар можно довести до конца и далее вернуться обратно в исходное положение.